# پاروپامیز
پارُپامیز (Paropamisadae) یا پارپامیزوس (Paropamisus) یا قفقاز هندوستان (Caucasus Indicus). نام یونانی سرزمینی باستانی که در آن رشته‌کوه‌های آسیای میانه، یعنی کوه‌هائی که هندوکش را به رشته‌کوه‌های خراسان پیوند می‌دهد. این کوه‌ها عبارت‌اند از: از سفیدکوه، کوه بابا و کوه‌های هرات یا رشته‌کوه برکوت. افغانستان فعلی تقریباً از مجموع این رشته‌کوه‌ها و مناطق کوهستانی آن تشکیل شده‌است.
در  سنگنویس بیستون نوشته داریوش بزرگ  که به سه زبان پارسی  و عیلامی و اکدی است  در نسخه  پارسی نام پاراپامیز به گونه   گدارا( گندارا ) امده و در نسخه عیلامی و اکدی  مانند دیگر منابع اَکَدی و عیلامی، نام پاراپامیز جایگزین نام گنداره شده (اکدی: pa-ar-ú-pa-ra-e-sa-an-na؛ عیلامی: [par-ru-ba-ra-e]-sa-na). نام دومی در نوشته‌های یونانیان باستان نیز آمده و مقصود کوهپایه‌های جنوب آب‌پخشان هندوکش، در نزدیکی سرزمین باستانی کاپیسا و شهر کابل امروزی بوده‌است. خاستگاه نام پاراپامیز را می‌توان در اساطیر ایرانی جست، "(سرزمین) آنسوی (سرزمین) بالای عقاب/قوش"، و نشان از نامی دارد که به افغان های ساکن شمال هندوکش یا همان سرزمین باستانی باختر داده می‌شده‌است.
اسکندر مقدونی در سال ۳۲۸ پیش از میلاد، در مسیر راهش بسوی باختر، به خاطر برف‌های بسیار و نبودن آذوقه و خستگی‌ها، به درون این سرزمین راند و لشکر مقدونی دچار قحطی و سرمای سخت و درد و رنج بسیار گردید و عده ٔزیادی از سرما تلف شدند. وی در آنجا شهری بنام خود اسکندریه قفقاز (Alexandria on the Caucasus) ساخت که همان بگرام امروزی در شمال کابل می‌باشد.